# Anguera
Anguera è un comune del Brasile nello Stato di Bahia, parte della mesoregione del Centro-Norte Baiano e della microregione di Feira de Santana.
È famosa nel mondo per le apparizioni Mariane che avvengono a partire dal 1987.